# موريس كوين (شخصية أعمال)
موريس كوين (بالإنجليزية: Maurice Coyne)‏ هو شخصية أعمال أمريكي، ولد في 15 سبتمبر 1901 في ذا برونكس في الولايات المتحدة، وتوفي في 9 مايو 1971.